# Exposición Internacional de San Antonio (1968)
La Exposición Especializada de San Antonio de 1968 fue regulada por la Oficina Internacional de Exposiciones y tuvo lugar del 6 de abril al 6 de octubre de dicho año en la ciudad estadounidense de San Antonio. La exposición tuvo como tema "la confluencia de civilizaciones en América". La candidatura de la muestra se presentó el 17 de noviembre de 1965.

## Historia
La exposición fue concebida en 1959 para conmemorar los 250 años de la fundación de la ciudad. Aprobada en 1965, hizo énfasis en la herencia cultural de San Antonio y en la posibilidad de que la ciudad sirviera como centro de intercambio cultural y comercial entre Estados Unidos y Latinoamérica.

## Países participantes

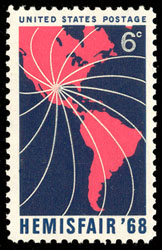
Estampilla conmemorativa de la exposición

En esta exposición internacional participaron 23 países:
| - Bélgica - Bolivia - Canadá - Colombia - Corea del Sur - Costa Rica - El Salvador - España - Estados Unidos - Francia - Alemania - Guatemala | - Honduras - Italia - Japón - México - Nicaragua - Panamá - Portugal - Suiza - Taiwán - Tailandia - Venezuela |